# 第一证券
第一证券（英語：Firstrade Securities Inc.）是美国纽约州一家提供折扣經紀服務的未上市私人網路券商公司，并为金融業監管局与證券投資者保護公司会员。1985年由臺裔美國人劉錦杭（John Liu）創立，總部位於纽约法拉盛，並于2018年成為全美领先提供零佣金服务的網路券商。
第一證券是一家網路券商，提供市价单標普500®成分股0.1秒成交保证，向投資者提供低收費的投資美股體驗。總部位於紐約的第一证券向世界各地19個國家提供在線交易服務。投資者通過第一证券可以交易品種繁多的金融產品，其中包括股票、固定收益產品和衍生商品、共同基金、指數股票型基金（ETF）和期權等。公司提供免費股息再投資計劃，無費用IRA退休賬戶和免費轉戶等一系列免費服務。第一证券大部分的网上交易提供免佣金的交易服务，并且为不同程度、不同需求的投资者提供交易平台。
第一证券在2018年被《吉蔔林個人理財雜誌》评选为当年度最佳网络券商，亦被《巴伦周刊》、《富比士》和《Smart Money》（《华尔街日报》之金融雜誌）連續評選為全美最佳網路券商之一。而超高速交易平台更獲得Stockbrokers.com在易於使用性上評比4.5顆星榮譽。
2018年8月23日，開啟零傭金交易時代—包括股票、ETFs、期權、共同基金均免任何交易手續費。

## 中文服務
該公司由臺灣裔的劉錦杭创立，为中文化的美国券商平台，并提供每周7天，24小时不间断的中文線上客服，是美國早期少數提供中文服務的券商之一。